# 臼砲

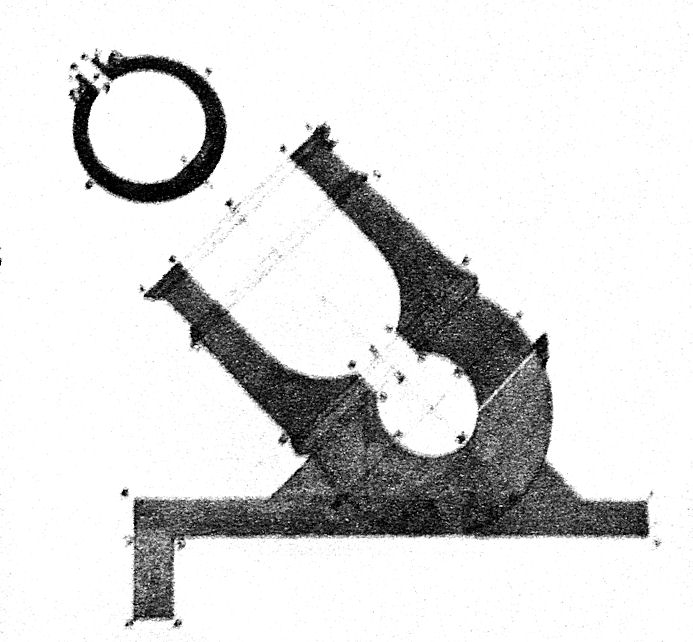
臼砲の断面図
18世紀フランスのもの

臼砲（きゅうほう）とは大砲の一種で、曲射砲の一つである。

## 概要
英語では“Mortar”。この語の本来の意味は「臼」や「乳鉢」だが、短くて肉厚な砲身が臼に似ていることからMortarと呼ばれるようになった。このため日本語では「臼砲」と呼ばれる。古くは高弾道であることから「天砲」と称した。
中世から近代にかけ、攻城砲として城郭や要塞攻撃に多用された。石壁やコンクリート壁を破壊するための大径の砲弾を、短く肉厚の砲身から低初速で撃ち出す。弾道が高く命中精度は低いが、目標が大型だったことから問題とされなかった。砲弾は中世には石塊や単なる金属球が使用されたが、近代は榴弾やコンクリート貫通弾が用いられた。

## 呼称
臼砲と迫撃砲は英語でともにmortarと呼び区別されない。現代では臼砲は使用されないため、現在では火砲の種別として“mortar”と言った場合には通常は迫撃砲を指す。
一般に、砲身長が20口径以下で、45度程度の角度で弾丸を発射するものを臼砲（または迫撃砲）と定義する資料が多いが、この定義では中世の火砲は全て臼砲になる。ナポレオン戦争のころまでは砲身長は5口径以下が普通で、長砲身の火砲は20世紀になって登場した物である。日露戦争で使われた二十八糎砲など大口径榴弾砲が臼砲と表記されることも多く、榴弾砲と臼砲の境界線は曖昧である。
一般的には歩兵科管轄の物を迫撃砲として扱うが、旧日本軍では迫撃砲も砲兵管轄だったので、歩兵科管轄は曲射歩兵砲と呼び、臼砲、迫撃砲、曲射歩兵砲の三種類に分類されていた。戦前のドイツ軍では臼砲と迫撃砲は明確に区別していて、臼砲はMörserと呼ぶのに対し、迫撃砲は砲とはみなされずGranatwerfer(擲弾投射器)と呼ばれていた。

## 歴史

### 中世・近世

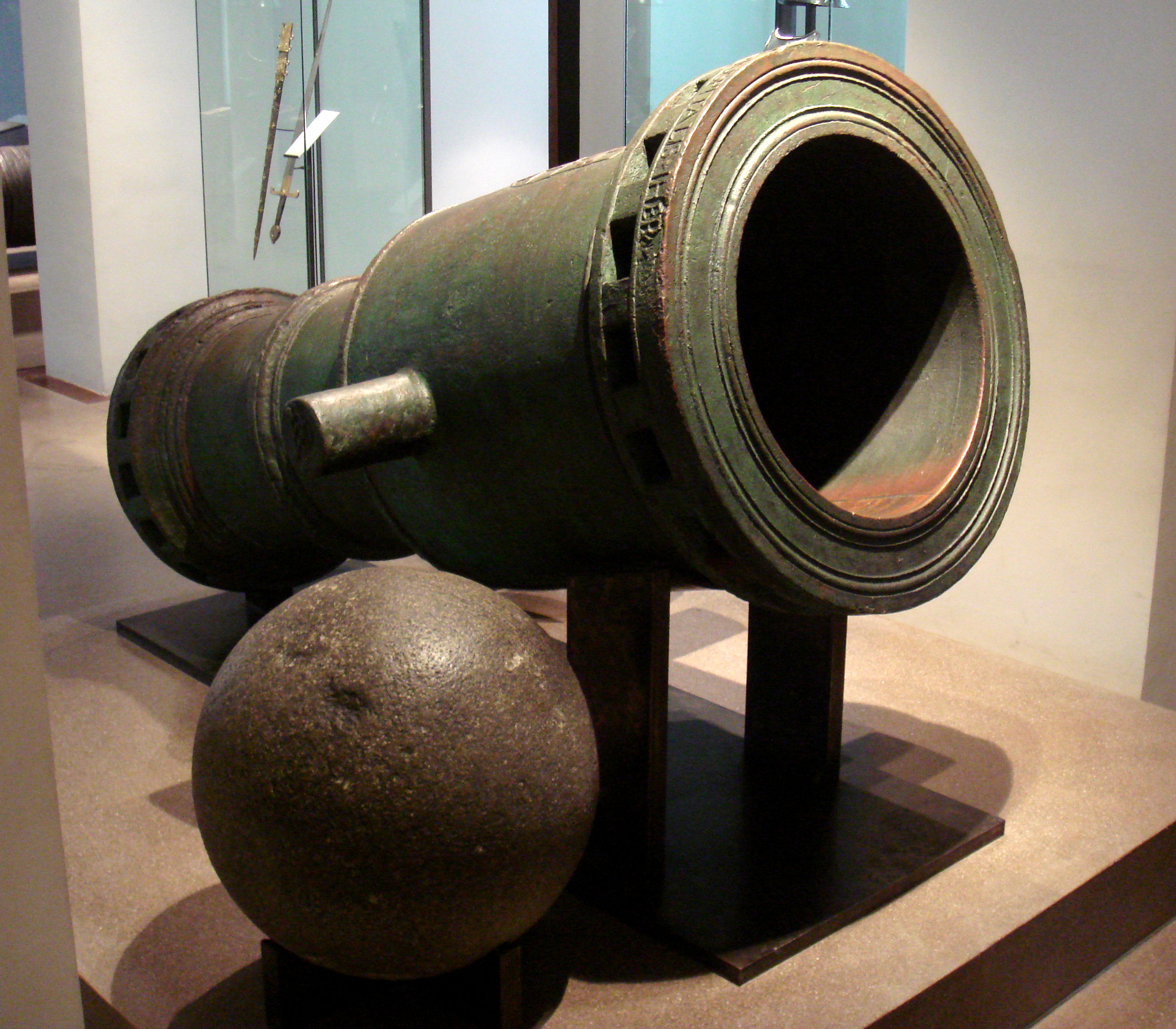
聖ヨハネ騎士団の射石砲
自重は3.3tもあり、260kgの砲弾を射出できる。ロードス島の攻防戦で城壁の内側から防御用に用いられた。
砲身中央部の突起が15世紀半ばに発明された「砲耳」で、これを支点にして容易に砲の俯仰をとることが可能になった。

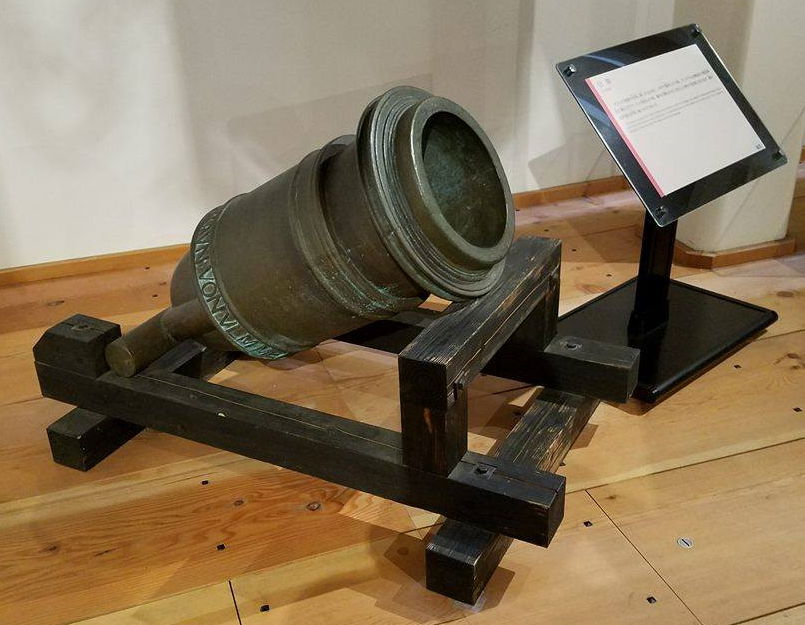
1639年にハンス・ヴォルフガング・ブラウンが平戸で作製した臼砲のレプリカ（平戸オランダ商館）

初期の臼砲は14世紀後半に出現し、石弾を発射して敵の城郭を攻撃した射石砲である。この当時の臼砲は投石機の一種であった。16世紀になると、導火線式時限信管を利用した榴弾が使用されるようになった。この頃までの臼砲は大型で迅速な移動を考慮したものではなかった。
日本においても、島原の乱で榴弾の必要性を認識した幕府がオランダ商館長に臼砲の製造を依頼しており、1639年に鋳物師ハンス・ヴォルフガング・ブラウンがこれを製造、麻布の射場で試射を行っている。1649年には東インド会社の砲術士官ユリアン・スヘーデルが来日し、翌年40ポンド臼砲の砲撃演習を披露し、これを北条氏長が「攻城　阿蘭陀由里安牟相伝」にまとめている。

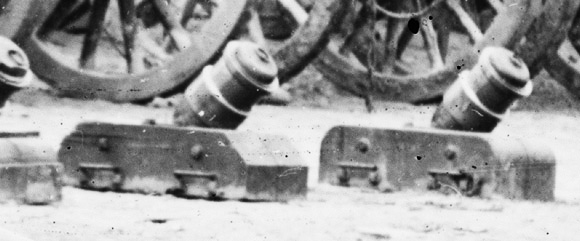
米国の1841年製クーホルン臼砲

1669年にオーストリア軍のホルスト少佐が小型化した野戦臼砲を発明した。この臼砲は重量が軽く歩兵数人で持ち運べるもので、ヨーロッパ各国でもてはやされた。オランダ陸軍のメンノ・フォン・クーホルンが1673年の包囲戦で使用した小型臼砲は重さ82kgほどでクーホルン臼砲(Coehorn mortars)と呼ばれ南北戦争のころまで使用されていた。仰角は45度に固定されており、火薬の量で何段階かに射程を調節する方式だった。また、臼砲は艦砲としても用いられた。木造小型帆船に少数の臼砲をのせた艦はボムケッチと呼ばれ、対地砲撃に用いられた。のちに砲艦が出現すると姿を消したが、第二次世界大戦ではモニター艦として復活している。

### ナポレオン戦争（1803年 - 1815年）
青銅製で、高射角で短砲身（冶金技術の限界）のため、砲撃精度は良くなく射程も短かったが、当時としては最も大口径の弾丸を発射でき、軽量で機動性が高かった。このころは小銃の射程が短かったこともあり、射程の短さは他の火器と比較して致命的な問題にはなっていなかった。また、遮蔽物の後ろにいる敵を攻撃したり、砲自身が遮蔽物の後ろに隠れて砲撃することもできた。このころまでの臼砲は全て一体形成の鋳物で出来ていた。そのため、金属を溶かして型に流し込む技術があれば製造可能であり、高度な金属切削技術とそれを実現する工作機械、金属精製などの高度な冶金技術がなくても製造することが出来る兵器だった。そのため、カノン砲が実戦配備された後も高性能砲の不足を補う低性能砲という位置づけで生産され続けた。
現代の迫撃砲の祖先ともいえそうな小型の臼砲も多数が製造され実戦で使用された。ただの金属や石の塊では歩兵に対して効果が無かったが、ナポレオン戦争の時代になると榴弾が実用化されたことで臼砲は対人兵器としての威力を持つようになった。
重量物の輸送を馬での牽引に頼っていた時代では火砲の重量は馬による制限を受け、馬が長距離を牽引可能な重量は馬の体重と同じぐらいまでであった。そのため、1.5トンにもなる12インチ グリボーバル臼砲の牽引には少なくともペルシュロンなどの重馬ですら2頭引き以上を必要とし、通常の馬であれば4頭から6頭引きが必要だった。

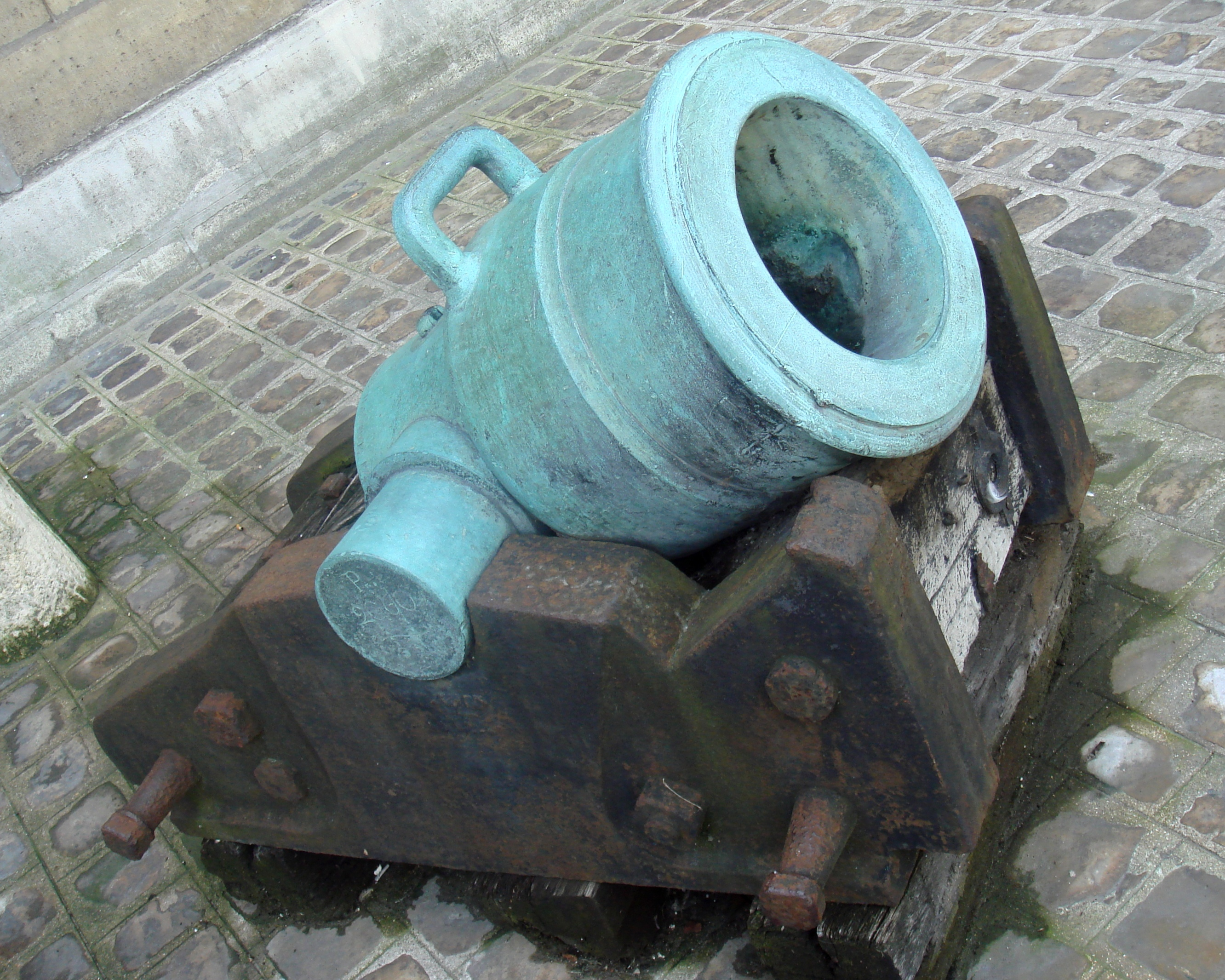
ナポレオン戦争で使用された12インチ グリボーバル臼砲
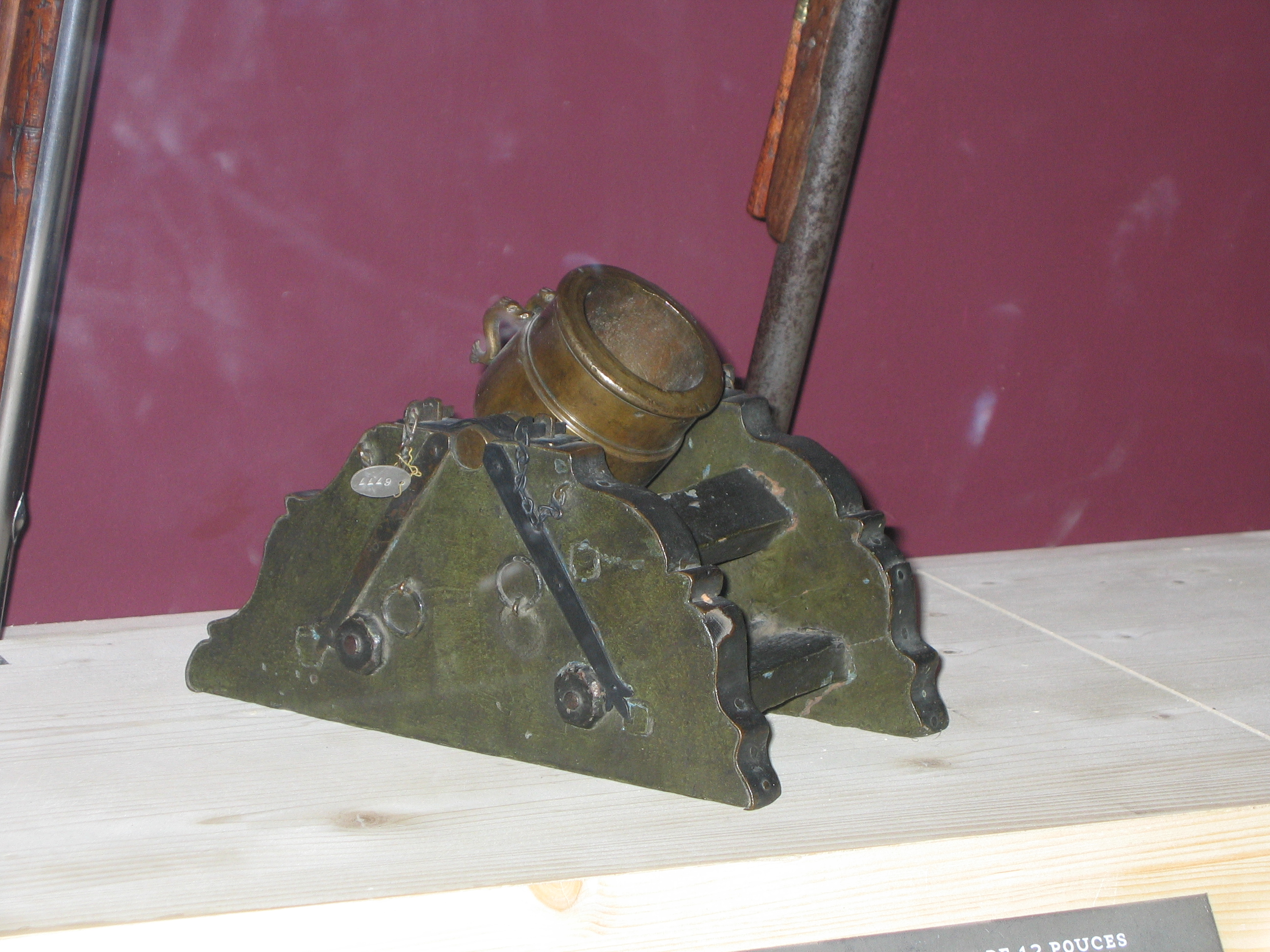
ナポレオン戦争でフランス軍が使用した小型臼砲

### クリミア戦争（1854年 - 1856年）

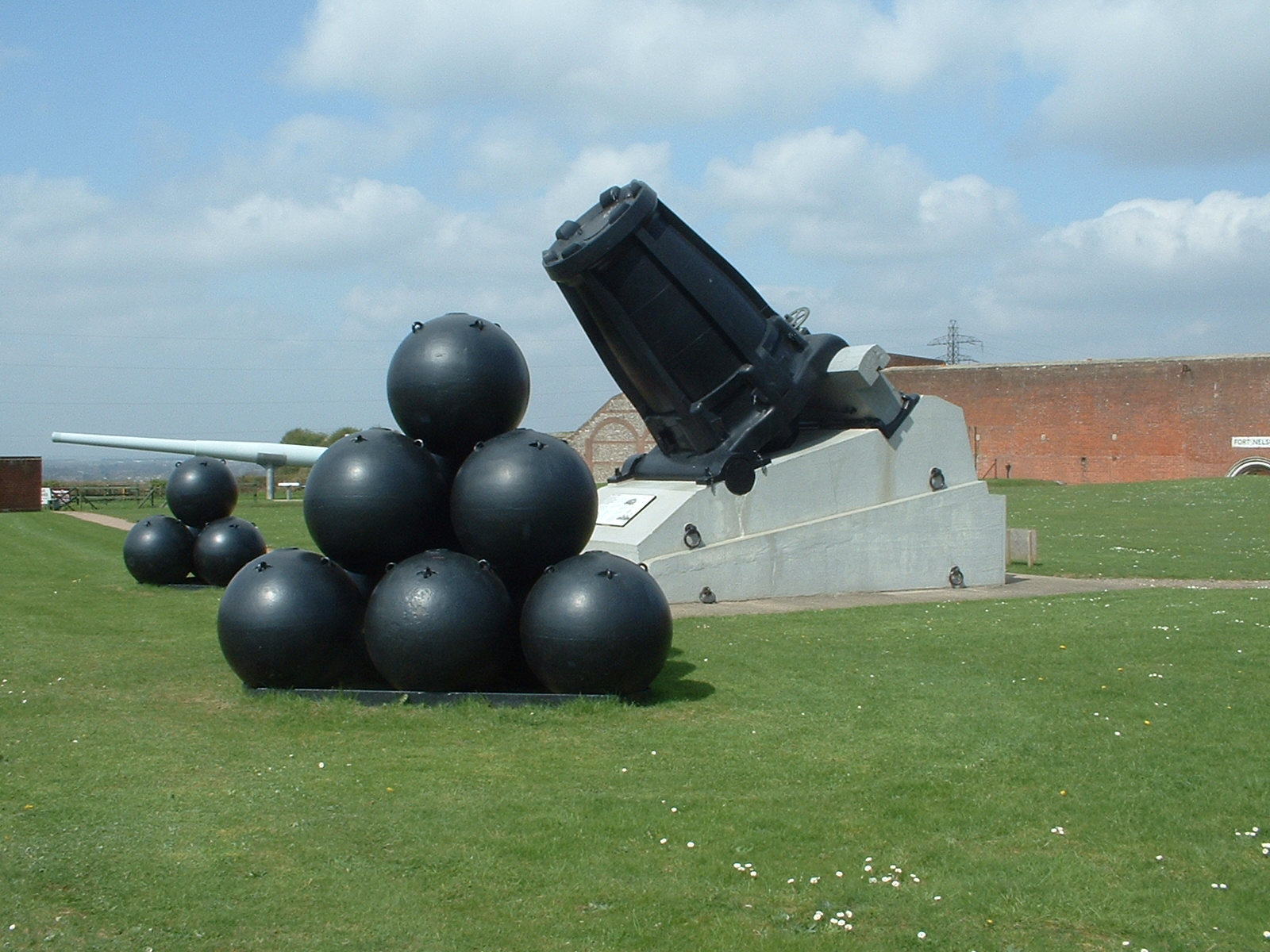
マレット臼砲
口径36インチ（910mm）

イギリスでは、クリミア戦争のセヴァストポリ包囲戦でセヴァストポリ要塞を攻略するためにマレット臼砲が製造された。この臼砲は当時世界最大のもので、砲身は複数の部品に分割可能な構造をしており、40トンを超える重量でありながら分解輸送が可能だった。
マレット臼砲が完成したのは1857年で戦争に間に合わず、実戦投入はされなかった。

### 南北戦争（1861年 - 1865年）
アメリカの南北戦争では各種の臼砲が使用された。その中で、13インチ臼砲を無蓋貨車に乗せて鉄道による移動を可能にしたものは、列車砲の始祖とされている。

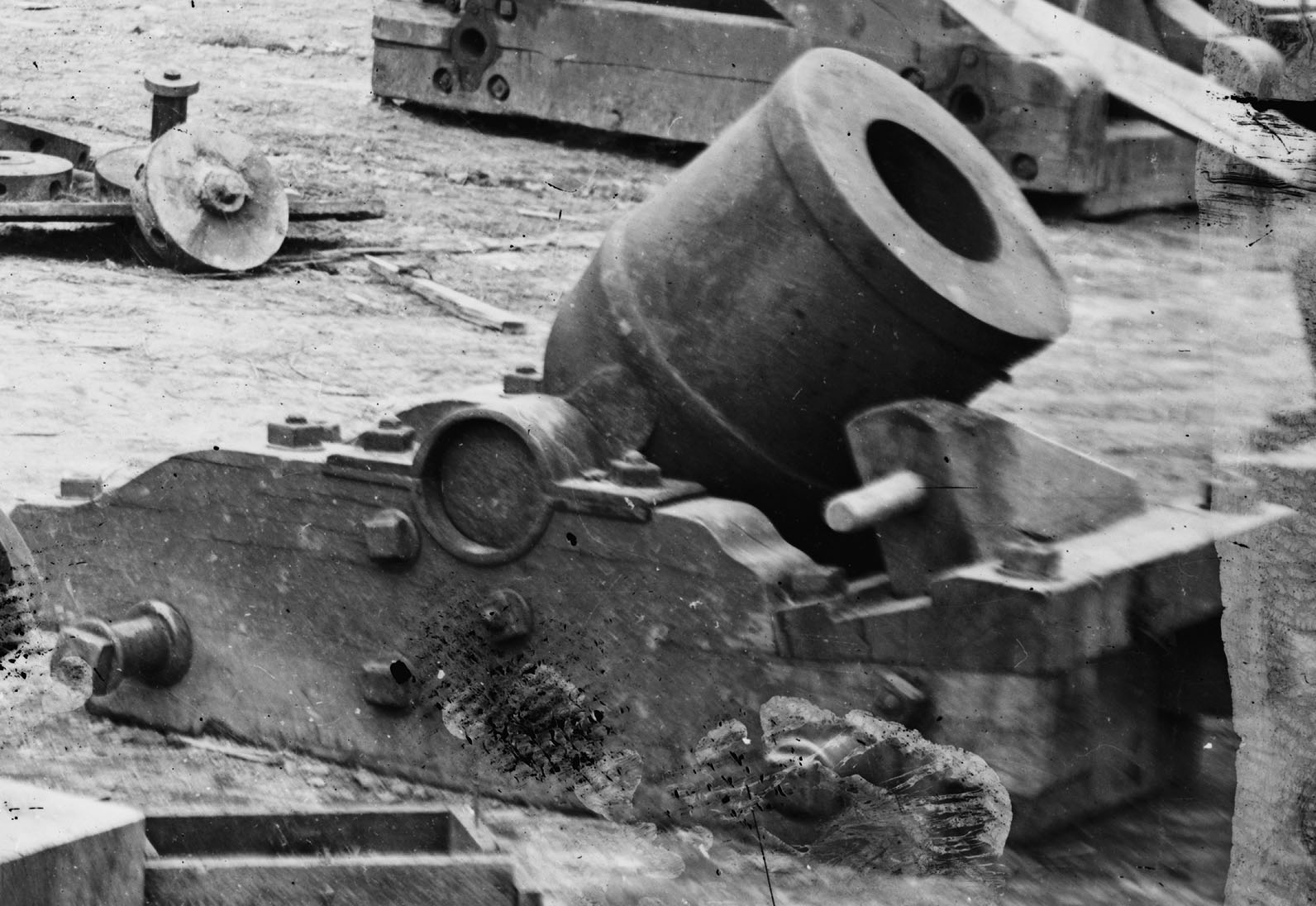
南北戦争時の8インチ(203mm)臼砲 （1841年/バージニア州リッチモンド）
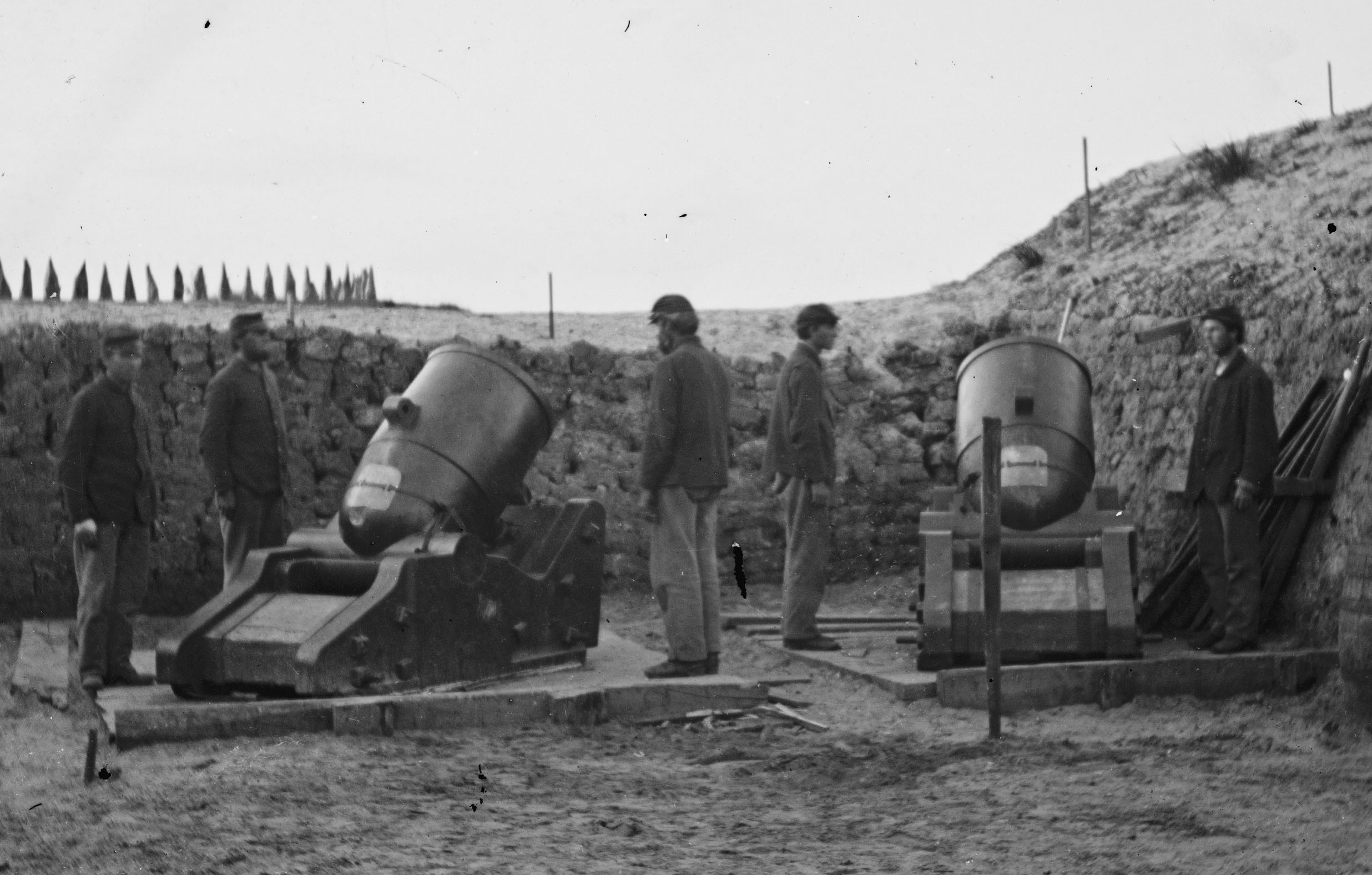
10インチの海岸臼砲（1841年）
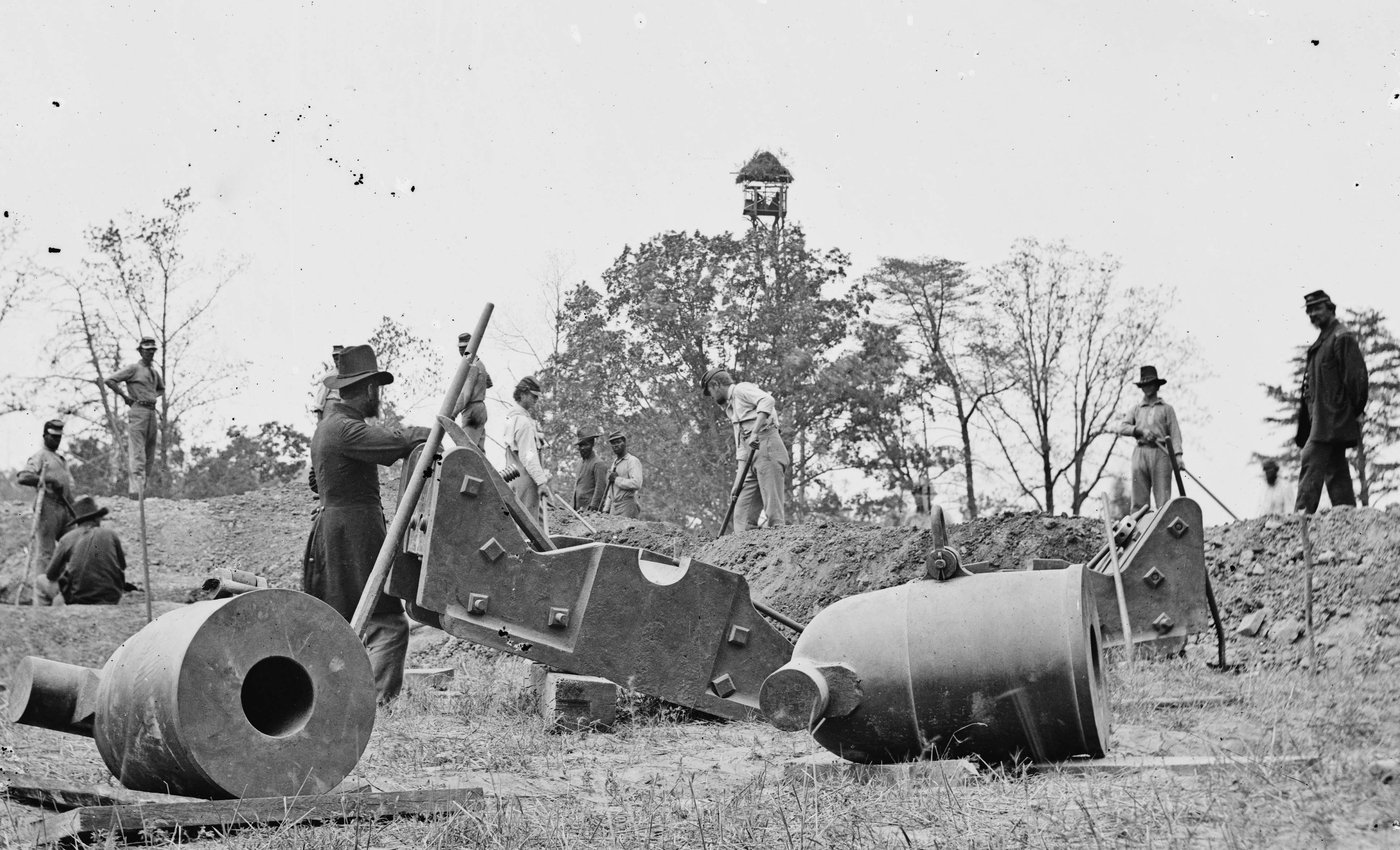
10インチの海岸臼砲（1841年）
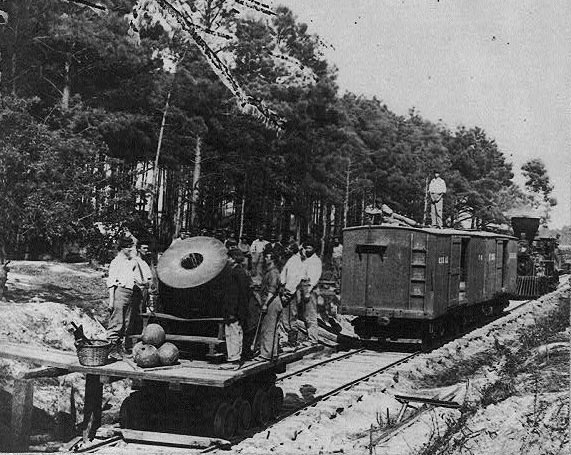
13インチ列車臼砲（1865年）

### 戊辰戦争（1868年 - 1869年）
幕末の日本にはオランダ製の12ドイム臼砲、13ドイム臼砲、20ドイム臼砲や29ドイム臼砲などが持ち込まれ、音訳して「モルチール (砲)」とも称され、このコピーが日本初の反射炉を持つ佐賀藩で初めての国産近代火砲が製造された。戊辰戦争では鶴ヶ城攻略で使用されたと言われている。大山巌が12ドイム臼砲を元に日本初の国産火砲である弥助砲(十二斤綫臼砲)を作った。明治時代になると明治政府に引き継がれ日本陸軍の装備となった。ドイム臼砲は明治23年には正式装備から外され、武器庫にしまわれていたが、日露戦争で12ドイム臼砲の榴弾が12センチ迫撃砲の砲弾として再利用されたという。

### 日露戦争（1904年 - 1905年）

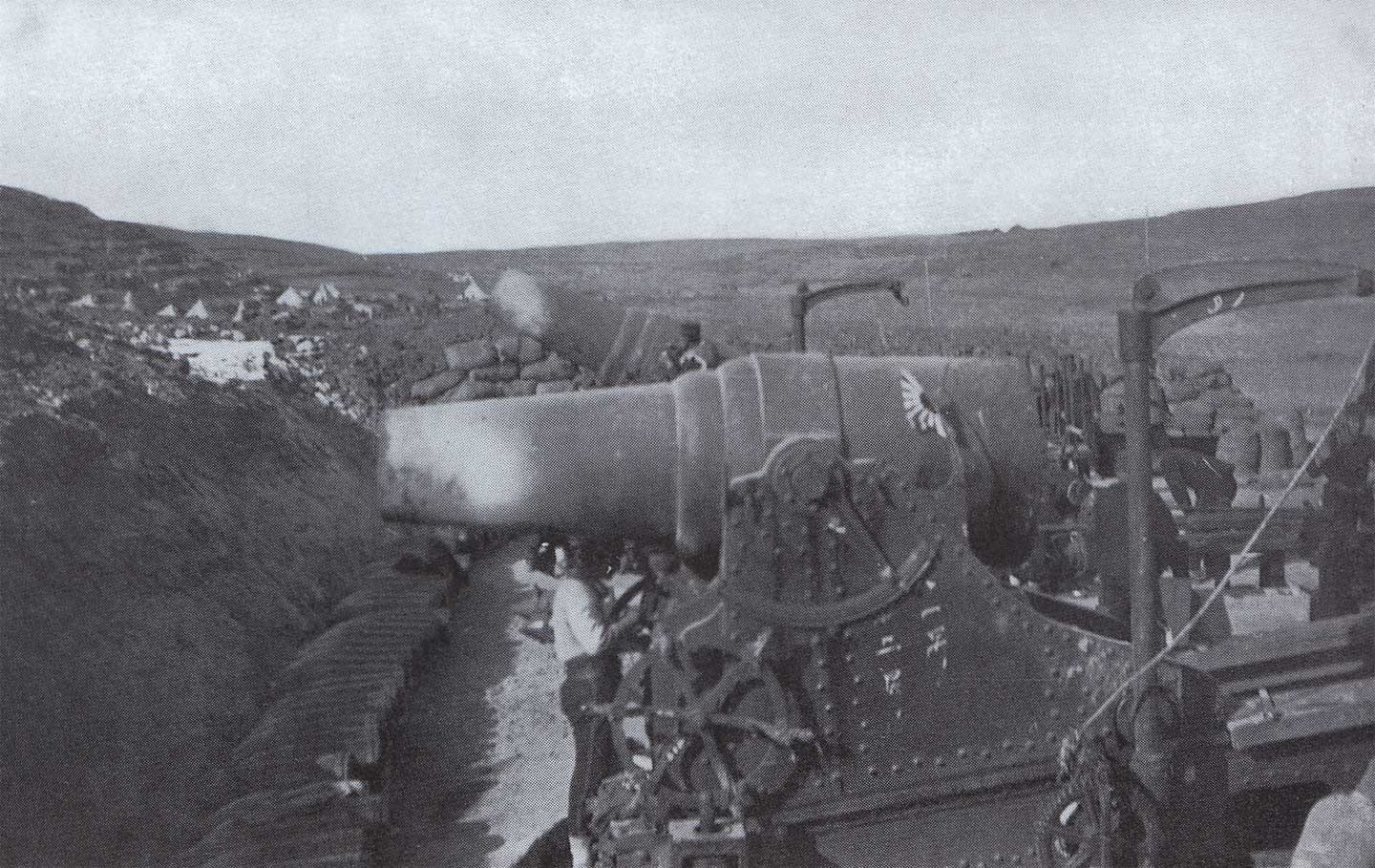
日露戦争の二十八糎砲

明治時代の日本など冶金技術が未熟な国では上質な鋼鉄を必要とするカノン砲を製造することが出来ず、カノン砲が国産化した後でも材料は輸入に頼っていたため、質の低い鉄でも製造可能な臼砲を大量に製造していた。二十八糎砲は日露戦争で威力を発揮して、靖国神社に長く展示されていたことから、戦前の日本ではもっとも親しみのある火砲であった。
この他、九糎臼砲と十五糎臼砲も戦闘に参加している。

### 第一次世界大戦（1914年 - 1918年）
初期の臼砲は砲口装填式だったが、20世紀に入ってからは構造が近代化され、砲尾装填式が主流になった。第一次世界大戦でも臼砲は攻城砲として使用されている。この頃になると臼砲の役目は要塞の分厚い鉄筋コンクリートを打ち抜く重榴弾発射のための大型火砲となり、重厚長大化が進み生産数は少なくなった。数十トンにもなる重火砲が運用可能になった背景には砲兵トラクターの発達があった。20トンを超える重量物は馬で牽引するには限界があり、機械による動力無しでは輸送できなかった。
同時期の塹壕戦では手榴弾を遠くへ飛ばすためにライフルグレネードや迫撃砲が使用されるようになり、mortarと呼ばれる火砲は要塞用重砲と歩兵用軽砲へと二極化していった。

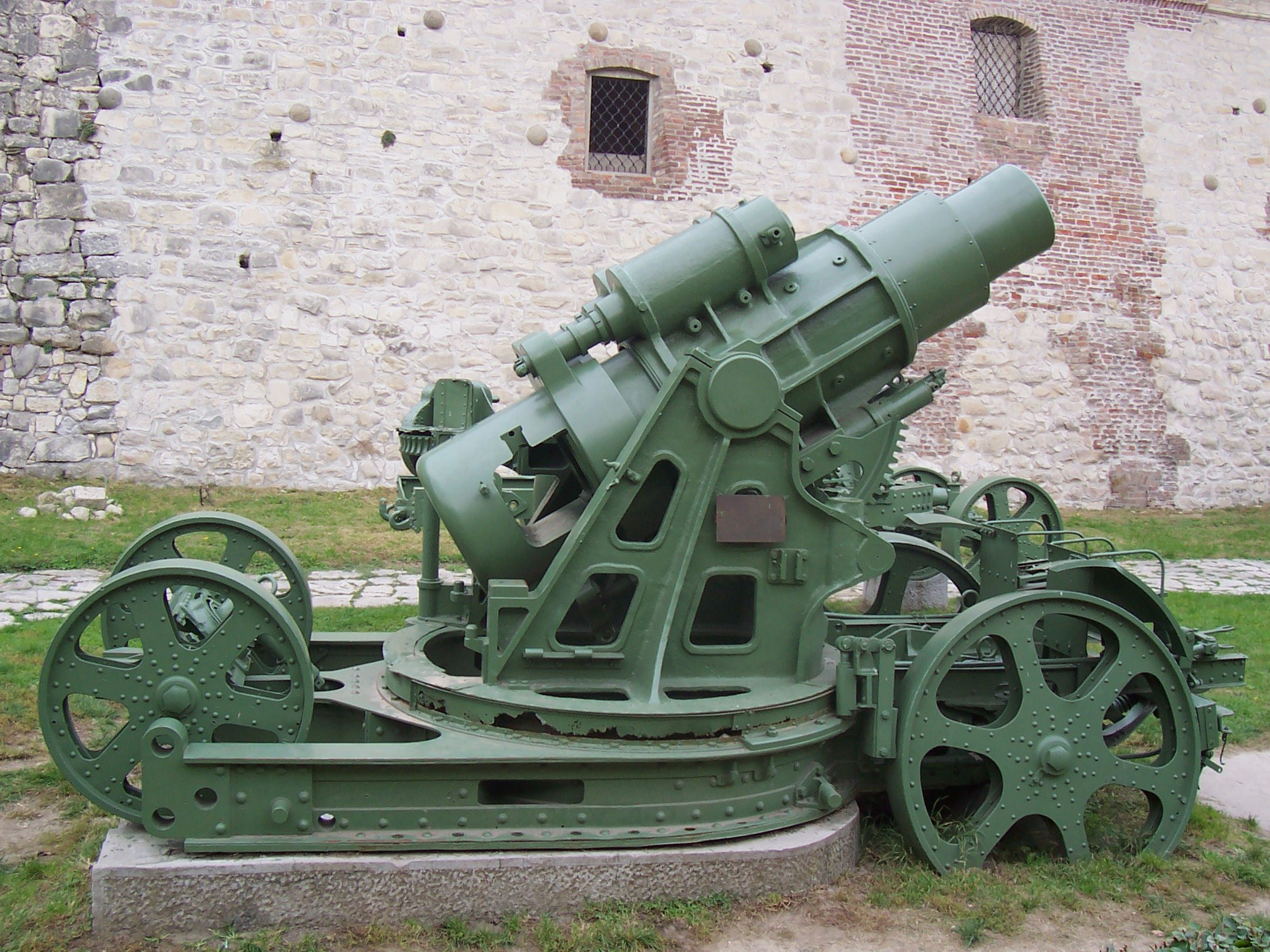
第一次世界大戦のシュコダ30.5cm臼砲
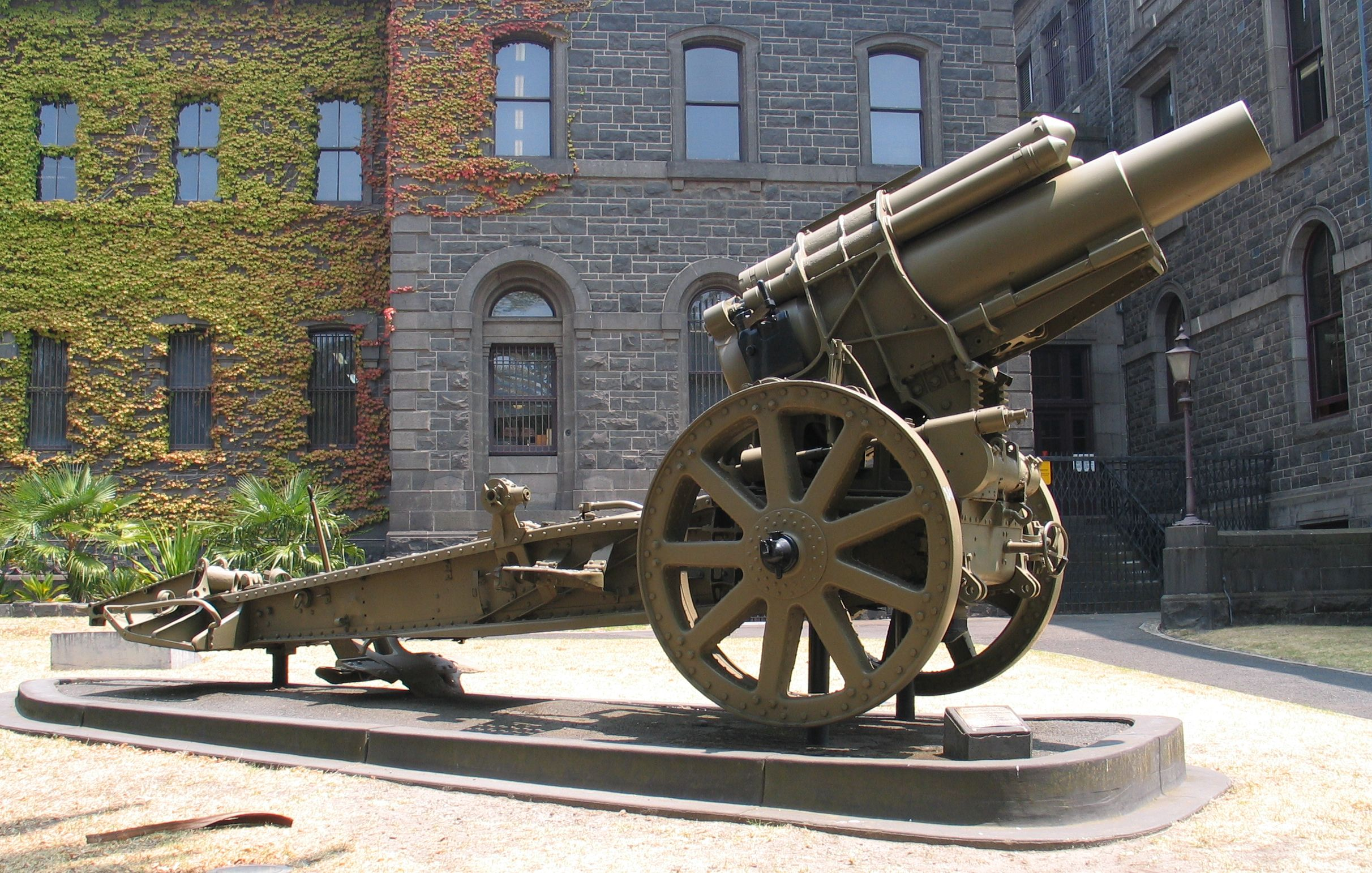
ドイツ軍の21cm Mrs 10

### 第二次世界大戦以降
時代が下り、冶金技術が発展すると、射程が長く軽量な榴弾砲やカノン砲が登場し、臼砲は時代遅れ気味となってきた。しかし堅牢な目標を破壊する歩兵支援目的の自走砲や、要塞攻撃で使用する超大重量砲弾を発射するための特殊火砲として製造され、実戦で使用されたものもある。近代的な臼砲は砲尾装填式で、砲身の製造方法もカノン砲と同じになり、榴弾砲との区別は曖昧になった。ドイツ軍で臼砲(Mörser)の名称が与えられていた最後の火砲である21cm Mrs 18も、長砲身化して実態は榴弾砲になっている。しかし、これでも射程が不足しており、敵の火砲に捕捉される事態が頻発した。
自走臼砲
臼砲の歴史の末期には、射程の不足や低い機動力などの欠点を、自走砲化することで補おうとする試みがみられた。
当時の最も有名な自走臼砲に、マジノ線を破壊する目的で60cmあるいは54cmの臼砲を搭載したカール自走臼砲がある。また、スターリングラードの戦いの戦訓から、市街戦で敵拠点のビルを大口径の砲弾の一撃で破壊する支援車両が要求され、ドイツ軍はIV号戦車の車体に大口径の15cm歩兵砲を搭載した突撃戦車ブルムベアを開発・運用した。のちに自走臼砲はさらに大型化し、大戦末期には38cmロケット臼砲を搭載したシュトルムティーガーに発展する。イギリス軍も同様の用途に、チャーチル歩兵戦車に臼砲を搭載した「AVRE」工兵戦車を運用した。米軍も同様の目的でM8 75mm自走榴弾砲を使用した。
第二次世界大戦後は、砲の長射程化や航空攻撃の発達によって臼砲は価値を失い、使用されることはなくなった。

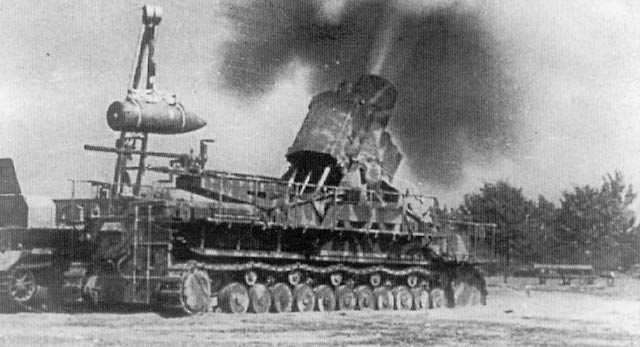
カール自走臼砲
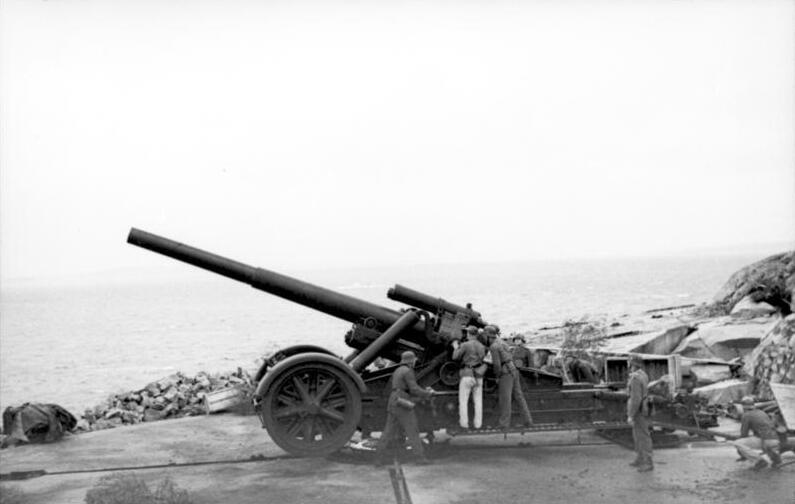
ドイツ軍最後の臼砲21cm Mrs 18
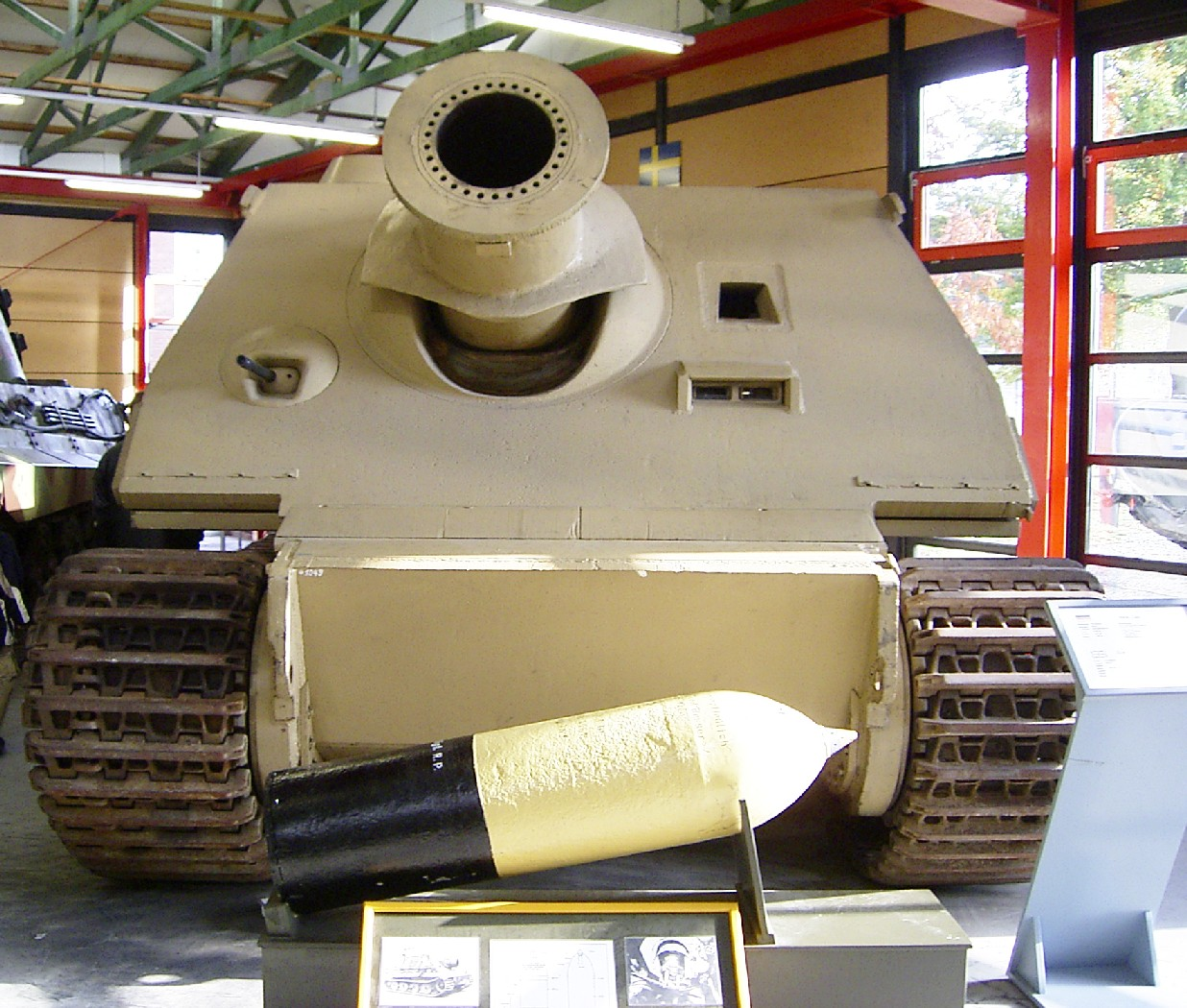
シュトルムティーガー
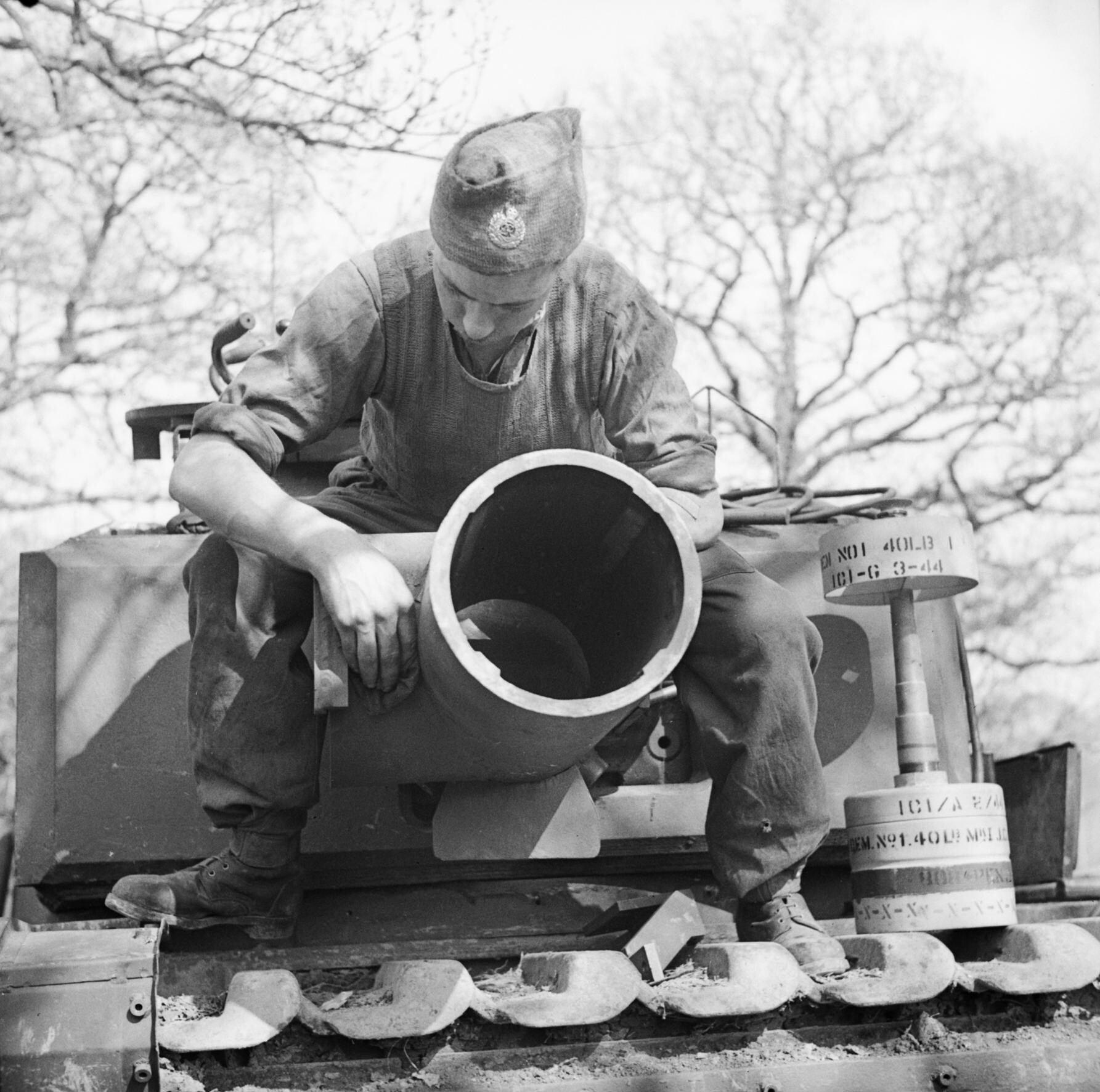
チャーチルAVREに装備された290mmペタード臼砲